# Barca (Košice)
Barca (ungarisch Bárca) ist ein Stadtteil von Košice, im Okres Košice IV in der Ostslowakei zirka 6 Kilometer südlich der Innenstadt.
Der Ort wurde 1215 zum ersten Mal schriftlich als Barca erwähnt und wurde 1968 eingemeindet. Auf seinem Gebiet liegt der Flughafen Košice.

## Bevölkerung
Nach der Volkszählung 2011 wohnten im Stadtteil Barca 3361 Einwohner, davon 3167 Slowaken, 37 Magyaren, 16 Tschechen, 12 Roma, jeweils sechs Deutsche, Russinen und Ukrainer sowie drei Polen. 16 Einwohner gaben eine andere Ethnie an und 92 Einwohner machten keine Angabe zur Ethnie.
2359 Einwohner bekannten sich zur römisch-katholischen Kirche, 142 Einwohner zur griechisch-katholischen Kirche, 85 Einwohner zur Evangelischen Kirche A. B., 61 Einwohner zur reformierten Kirche, 13 Einwohner zu den christlichen Gemeinden, 11 Einwohner zur orthodoxen Kirche, neun Einwohner zu den Zeugen Jehovas, jeweils drei Einwohner zu den Siebenten-Tags-Adventisten und zur apostolischen Kirche sowie jeweils ein Einwohner zu den Baptisten, zur altkatholischen Kirche, zur Brüderbewegung, zur neuapostolischen Kirche und zur tschechoslowakischen hussitischen Kirche. 20 Einwohner bekannten sich zu einer anderen Konfession, 434 Einwohner waren konfessionslos und bei 216 Einwohnern wurde die Konfession nicht ermittelt.

## Galerie

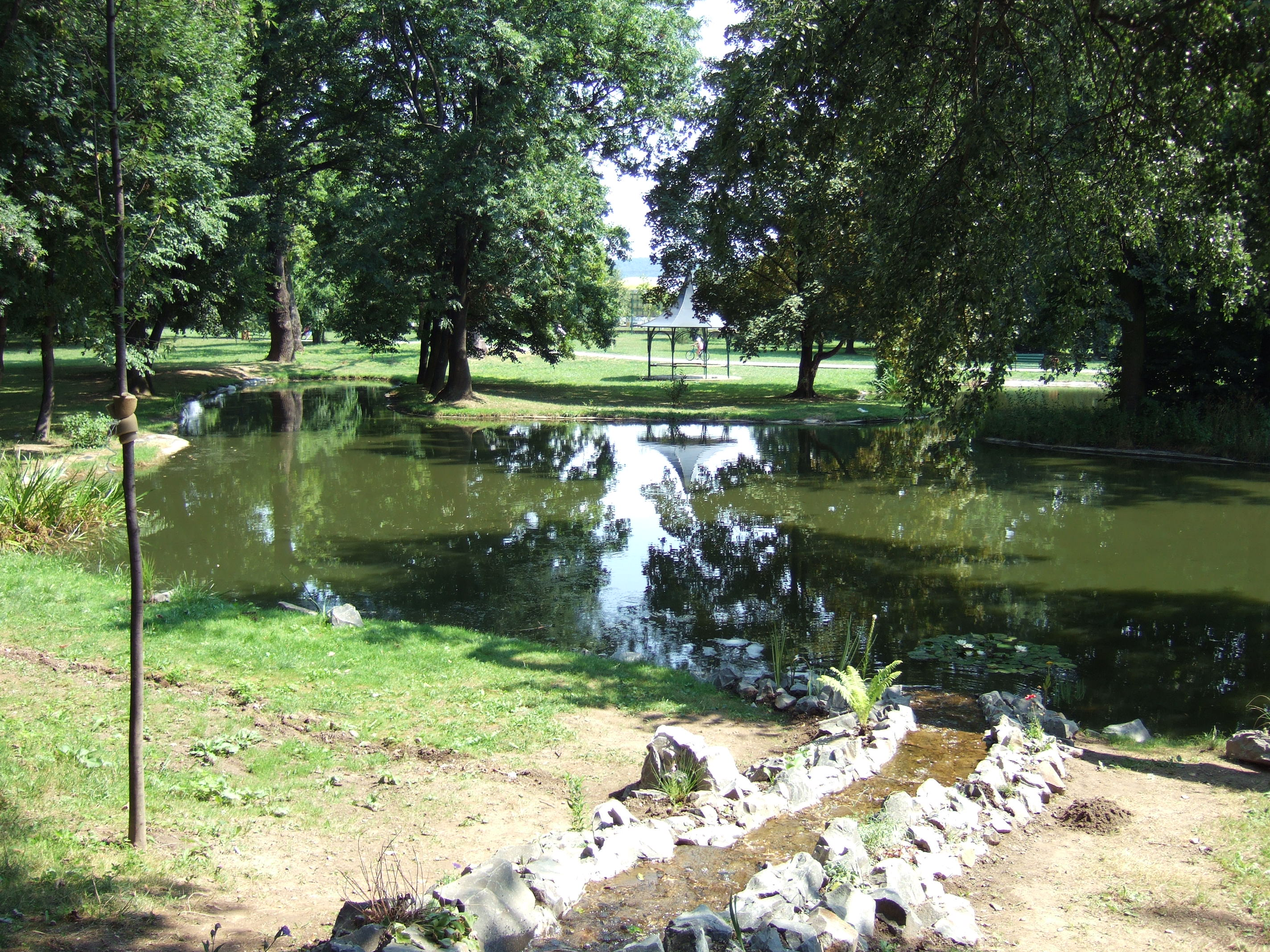
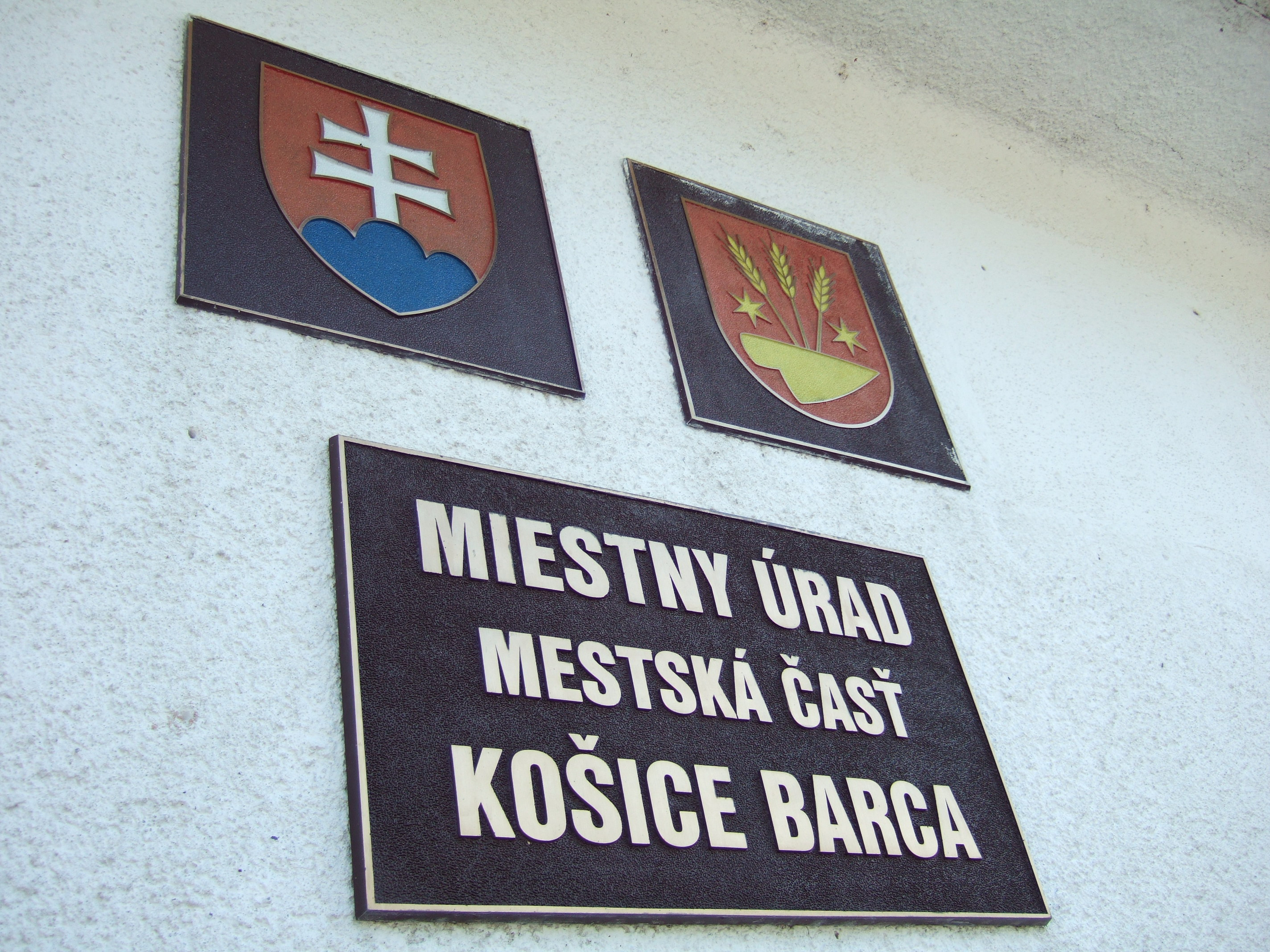